# Roberto de Auxerre
Roberto de Auxerre (ca. 1156-1212) fue un cronista francés del monasterio de St. Marien en Auxerre.
A petición de su abad, Milo de Trainel (1155-1202), escribió un Chronicon, o historia universal, desde la creación del mundo hasta 1211. Para los años anteriores a 1181 es simplemente una compilación de las obras de Próspero de Aquitania, Sigeberto de Gembloux y otros, pero es obra suya el período de 1181 a 1211.
Es una de las fuentes más valiosas para la historia de Francia durante el reinado de Felipe Augusto y ofrece mucha información sobre otros países, las Cruzadas y los asuntos de oriente. 